# National Democratic Congress (Grenada)
Der National Democratic Congress (NDC) ist eine liberale Mitte-links-Partei in Grenada. Mit Parteiführer Dickon Mitchell stellt sie seit Juni 2022 den Premierminister. Zuvor war der NDC von 1990 bis 1995 sowie von 2008 bis 2013 regierungsbildend.

## Geschichte
Die Partei wurde 1987 durch George Brizan und Francis Alexis gegründet, in Opposition zur Regierung der New National Party, welche in der Parlamentswahl 1984 nach der US-Invasion in Grenada die Regierung stellte. Die Partei gewann die Wahlen 1990, und Nicholas Brathwaite wurde Premierminister. In der Parlamentswahl 1995 verlor sie jedoch wieder an die NNP, wohl, weil die Wahlen kurz nach dem Rücktritt von Brathwaite abgehalten wurden. Der NDC war danach 13 Jahre lang in der Opposition. In den Wahlen 1999 errang die Partei keinerlei Sitze, verlor aber nur knapp in den Wahlen 2003, wo sie 45,6 % der Stimmen errang und damit sieben der 15 Sitze.
In den Wahlen 2008 errang der NDC 11 von 15 Sitzen und Parteiführer Tillman Thomas wurde Premierminister. Trotz einem Stimmenanteil von 40 % in den Wahlen 2013 verlor die Partei alle Sitze an die New National Party unter Keith Mitchell, die wieder alle 15 Sitze einnahm.
Der NDC war mit der ehemaligen Central American Liberal Organisation FELICA verbunden und unterhält enge Beziehungen zu anderen Mitte-links-Parteien in den englischsprachigen karibischen Ländern, wie mit der Democratic Labour Party in Barbados.

## Parteiführer
| Parteiführer               | Amtsantritt       | Amtsende                |
| -------------------------- | ----------------- | ----------------------- |
| Nicholas Brathwaite        | 1989              | 4. September 1994       |
| George Brizan              | 4. September 1994 | 1999                    |
| Joan Purcell               | 1999              | Oktober 2000            |
| Tillman Thomas             | 2000              | Oktober 2. Februar 2014 |
| Nazim Burke                | 2. Februar 2014   | 1. Juli 2018            |
| Joseph Andall (ad interim) | 1. Juli 2018      | 2019                    |
| Franka Bernardine          | 3. November 2019  | 26. November 2020       |
| Adrian Thomas (ad interim) | 27. November 2020 | 31. Oktober 2021        |
| Dickon Mitchell            | 31. Oktober 2021  | n/a                     |

## Wahlgeschichte

### Wahlen zum House of Representatives
| Wahl | Parteiführer        | Stimmen | %      | Sitze | ±   | Position | Regierung                |
| ---- | ------------------- | ------- | ------ | ----- | --- | -------- | ------------------------ |
| 1990 | Nicholas Brathwaite | 13.637  | 34,5 % | 7/15  | +7  | 1st      | Minority government      |
| 1995 | George Brizan       | 13.372  | 30,6 % | 5/15  | −2  | 2nd      | Opposition               |
| 1999 | George Brizan       | 10.396  | 25,1 % | 0/15  | −5  | 2nd      | Extra-parliamentary      |
| 2003 | Tillman Thomas      | 21.445  | 45,4 % | 7/15  | +7  | 2nd      | Opposition               |
| 2008 | Tillman Thomas      | 29.007  | 51,2 % | 11/15 | +4  | 1st      | Supermajority government |
| 2013 | Tillman Thomas      | 22.377  | 40,6 % | 0/15  | −11 | 2nd      | Extra-parliamentary      |
| 2018 | Nazim Burke         | 23.243  | 40,5 % | 0/15  | ±0  | 2nd      | Extra-parliamentary      |
| 2022 | Dickon Mitchell     | 31.398  | 51,8 % | 9/15  | +9  | 1st      | Majority government      |